# Корбу (Молдова)
Корбу (рум. Corbu) — село в Дондюшанском районе Молдавии. Относится к сёлам, не образующим коммуну.

## История
Первое документальное упоминание относится к 1673 году. Первоначально село называлось Андреуць. Название происходит от рум. corb — ворон.
По данным бессарабской переписи населения 1817 года:
- Село «Корб» относится к Верхне-Луговому округу Сорокского цинута. Вотчина принадлежит Янко Балшу и по тагменту включает 500 фалч сенокоса, 500 фалч выгона, 300 фалч пахотной земли, 200 фалч ограждений-кустарников и 65 фалч селища.
- Состояние села разряда А (зажиточное).
- Статистика духовного сословия: 2 священника, 1 дьячок, 1 пономарь.
- Статистика низшего сословия: хозяйства царан — 80, хозяйства вдов царан — 5, хозяйства бурлаков (холостяков)— 16.

Всего: 100 мужских хозяйств и 5 женских.
В селе имелась церковь Святой Варвары, впервые упоминаемая в формулярах в 1808 году. «Церковь деревянная; ризами, утварью и книгами достаточна».
Согласно «Спискам населенных мест Бессарабской губернии» за 1859 год, «Корбул (Пивничены)» — владельческое село в долине Корбула, расположенное по левую сторону почтового тракта из Атак в Хотин. Население составляло 892 человека (447 мужчин, 445 женщин), общее количество дворов — 176 (в среднем на двор приходилось 5 человек). Имелась одна православная церковь.
На протяжении XIX века село принадлежало бессарабским помещикам Браеско. Владелец имения Пётр Константинович Браеско в 1881—1887 занимал должность предводителя дворянства Сорокского уезда.
В конце XIX века усадьбу приобрёл одесский купец Матвей Николаевич Маврокордато, в которой и скончался в 1912 году.

## География
Село расположено на высоте 237 метров над уровнем моря.
Через село проходит европейский автомобильный маршрут E583. Работает профессиональное училище.

## Население
По данным переписи населения 2004 года, в селе Корбу проживает 1619 человек (776 мужчин, 843 женщины).
Этнический состав села:
| Национальность | Число жителей | Процентный состав |
| -------------- | ------------- | ----------------- |
| молдаване      | 1544          | 95.37             |
| украинцы       | 53            | 3.27              |
| русские        | 12            | 0.74              |
| румыны         | 6             | 0.37              |
| гагаузы        | 1             | 0.06              |
| прочие         | 3             | 0.19              |
| Всего          | 1619          | 100 %             |